# Mesosa miyamotoi
Mesosa miyamotoi är en skalbaggsart som beskrevs av Hayashi 1956. Mesosa miyamotoi ingår i släktet Mesosa och familjen långhorningar. Inga underarter finns listade i Catalogue of Life.